# Respirall dorade

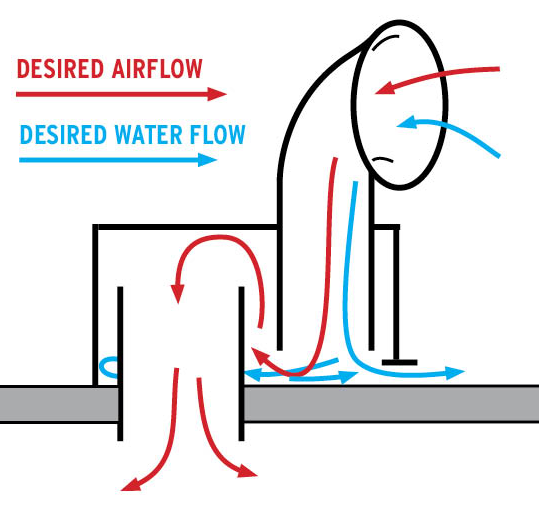
Diagrama de funcionament d'un respirall dorade.

El respirall dorade o sistema de respirall dorade, és una forma de muntatge de les trompes de ventilació a bord de iots i petites embarcacions. Bàsicament es pot descriure com una caixa rectangular de poca alçària que permet connectar indirectament un respirall convencional i un conducte de ventilació. El respirall es munta en la part superior de la caixa i el seu extrem inferior no arriba a tocar el fons de la caixa. El conducte de ventilació penetra per la part inferior de la caixa sense arribar a tocar el sostre. La caixa permet la lliure circulació de l'aire i separa l'aigua de pluja o l'aigua esquitxada o embarcada durant la navegació. Aquesta aigua és evacuada per uns forats de drenatge (llibis) disposats a la base de la caixa.

## Origen
L'any 1930 fou avarat el iol de regates Dorade, segons disseny d'Olin Stephens. Inicialment muntava respiralls en forma convencional, directament connectats a l'interior de la cabina. Aquell muntatge permetia l'entrada no desitjada d'aigua i fou modificat amb el sistema de caixa descrit que permetia un funcionament adequat. El nom del iot va donar nom al sistema, emprat des d'aleshores en moltes embarcacions.